# Đế quốc Nikaia
Đế quốc Nikaia là đế quốc lớn nhất trong số ba nhà nước kế thừa của đế quốc Đông La Mã, do các quý tộc Đông La Mã bỏ chạy khỏi Constantinopolis bị chiếm đóng bởi quân Thập tự Tây Âu và lực lượng Venetian trong cuộc Thập tự chinh thứ tư. Đế quốc này do các thành viên trong gia tộc Laskaris thành lập, kéo dài từ năm 1204 đến 1261, khi quân đội Nicaea quay về khôi phục Constantinopolis, trung hưng Đế quốc Đông La Mã.

## Lịch sử

### Thành lập
Năm 1204, Hoàng đế Đông La Mã  Alexius V Ducas Murtzouphlos bỏ chạy khỏi Constantinopolis sau khi Quân Thập Tự xâm chiếm thành phố. Theodore I Lascaris, con trai chính thống của Hoàng đế Alexius III Angelus, đã ngồi lên ngai vàng hoàng đế Đông La Mã, nhưng sau đó chính ông cũng đã bỏ chạy tới thành phố Nicaea (ngày nay là Iznik) ở Bithynia, khi nhận ra tình hình ở Constantinopolis là hoàn toàn vô vọng.
Đế chế Latin, được thành lập bởi quân Thập Tự ở Constantinopolis, chỉ kiểm soát một phần nhỏ bé lãnh thổ cũ của Đông La Mã. Theo gương Nicaea, các hoàng thân Đông La Mã đã giương cờ nổi lên ở Epirus và Trebizond, mặc dù Trebizond đã tách ra như là một nhà nước độc lập chỉ một vài tuần trước khi Constantinopolis thất thủ. Song chính Nicaea lại là lãnh thổ gần nhất với Đế chế La Tinh và nằm ở vị trí tốt nhất để cố gắng khôi phục lại đế chế Đông La Mã.
Các chiến dịch của Theodore Lascaris không phải là ngay lập tức thành công, chẳng hạn như ông đã bị đánh bại tại Poemanenum và Prusa (Bursa) vào năm 1204, nhưng ông cũng giành lại nhiều vùng đất phía tây bắc Anatolia sau khi Hoàng đế Latinh Baldwin I phải đưa quân lên phía bắc để đối phó với các cuộc xâm lược từ Sa hoàng Kaloyan của Bulgaria. Theodore cũng đánh bại một quân đội từ Trebizond, cũng như từ các đối thủ khác nhỏ hơn, khẳng định quyền lực của mình với các nhà nước kế thừa. Năm 1208, Theodore lên ngôi hoàng đế tại thành Nicaea.
Các liên minh đã liên tục được hình thành và bị phá vỡ trong vài năm tiếp theo, khi các nhà nước kế thừa của Đông La Mã, đế chế Latinh, Bulgaria, và quân Seljuks của Iconium (có lãnh thổ giáp với Nicaea) hỗn chiến với nhau. Năm 1211, tại Antioch trên sông Meander, Theodore đã đánh bại một cuộc xâm lược lớn của quân Seljuks, những người ủng hộ giúp Alexios III khôi phục lại quyền lực. Tuy nhiên, tổn thất tại Antioch dẫn đến thất bại trước đế chế LaTinh tại sông Rhyndacus và sự mất mát hầu hết vùng Mysia và dải bờ biển của biển Marmara theo Hiệp ước Nymphaeum. Người Nicaea gỡ gạc lại phần nào mất mát về mặt lãnh thổ vào năm 1212, khi cái chết của David Komnenos đã cho phép họ sáp nhập vùng Paphlagonia vào đế quốc của mình.
Theodore đã cố gắng để củng cố ngôi hoàng đế và đế quốc của mình bằng cách bổ nhiệm mới một Thượng Phụ của Constantinople ở Nicaea. Năm 1219, ông kết hôn với con gái của Nữ hoàng Latinh Yolanda của Flanders, nhưng ông qua đời vào năm 1222 và được kế tục bởi con trai chính thống của mình, John III Ducas Vatatzes.

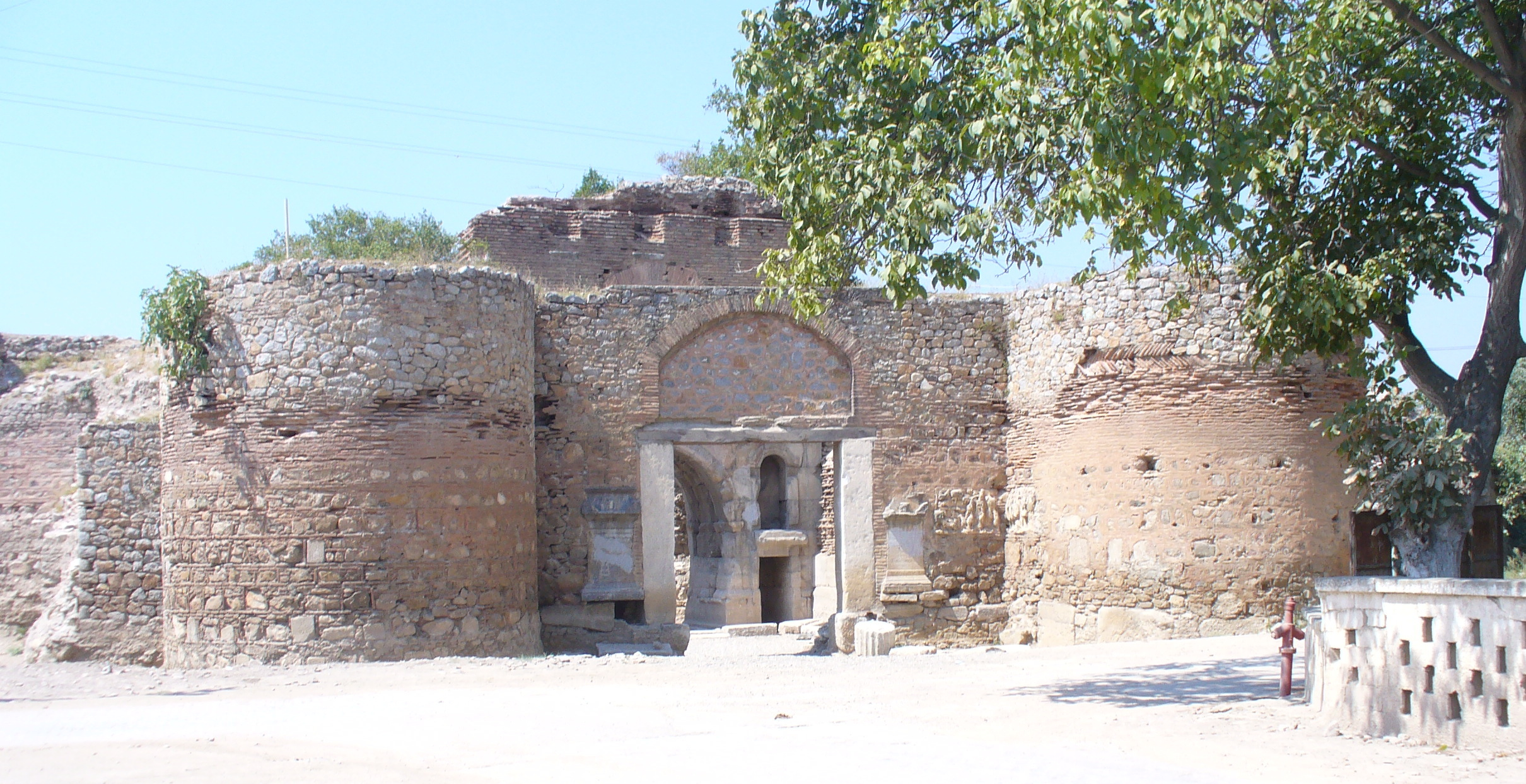
tường thành của Nicaea, cửa Lefke; Iznik, Thổ Nhĩ Kỳ

### Mở rộng
Vatatzes ngay khi nối nghiệp cha đã phải đối phó với những thử thách từ chính các thành viên nhà Laskarids, hoàng thân Isaac và Alexios, anh em của Theodore I, tìm kiếm sự trợ giúp của Đế quốc Latinh. Tuy nhiên, Vatatzes đã chiếm ưu thế sau khi đè bẹp các lực lượng kết hợp của họ trong Trận Poimanenon, bảo vệ được ngai vàng của mình và đánh chiếm gần như tất cả các vùng lãnh thổ ở châu Á của Đế quốc Latinh trong thời gian này.
Năm 1224, Vương quốc Thessalonica đã bị Bá vương của Epirus chiếm đóng, nhưng rồi cũng chính Epirus phải nằm dưới sự kiểm soát của Đế chế Bulgaria vào năm 1230. Với một Trebizond thiếu mất một quyền lực thực sự, Nicaea là nhà nước kế thừa thực sự của Đế quốc Đông La Mã còn đứng vững trước các kẻ thù, và Hoàng đế John III đã mở rộng lãnh thổ của mình trên biển Aegean. Năm 1235, ông liên minh với Sa hoàng Ivan Asen II của Bulgaria, cho phép ông ta có thể mở rộng ảnh hưởng của mình ở Thessalonica và Epirus.
Năm 1242, kị binh du mục Mông Cổ xâm chiếm các vùng đất của người Seljuk ở phía đông lãnh thổ của Nicaea, và mặc dù John III đã lo lắng rằng họ có thể sẽ tấn công đế chế của mình, nhưng chính họ đã kết thúc các mối đe dọa của người Seljuk với Nicaea. Năm 1245, John liên minh với Thánh chế La Mã bằng cách kết hôn với Constance II của Hohenstaufen, con gái của Frederick II. Đến năm 1248, John đã đánh bại quân Bulgaria và bao vây đế quốc Latinh. Ông tiếp tục lấn dần đất đai của người Latinh cho đến khi ông qua đời năm 1254.
Theodore II Lascaris, con trai của John III, đã phải đối mặt với cuộc xâm lược từ Bulgaria ở Thrace, nhưng cuối cùng đã bảo vệ thành công lãnh thổ. Xứ Epirus cũng nổi dậy và liên minh với Manfred của Sicilia khi Theodore II qua đời vào năm 1258. John IV Lascaris kế nhiệm ông, nhưng anh vẫn còn là một đứa trẻ, nên triều chính nằm trong tay quan nhiếp chính Michael Palaeologus. Michael tuyên bố mình là đồng hoàng đế (như Michael VIII) vào năm 1259, và nhanh chóng đánh bại một cuộc xâm lược được phát động bởi liên minh Manfred, Bá vương của Epirus, và Hoàng tử Achaea tại Trận Pelagonia.

### Khôi phục Constantinopolis

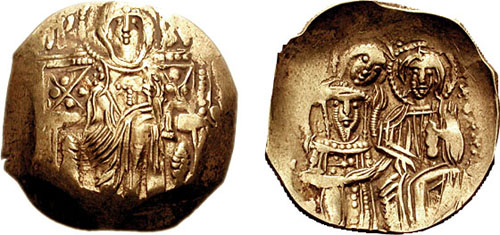
Tiền vàng do Michael VIII Palaeologus ban hành để kỉ niệm ngày Constantinopolis được giải phóng khỏi ách chiếm đóng của quân đội Latinh, và sự trung hưng của Đông La Mã.

Năm 1260, Michael đã bắt đầu cuộc tấn công vào Constantinopolis, mà những người tiền nhiệm của ông đã không thể làm được. Ông liên minh với Genoa, và cử tướng quân Alexios Strategopoulos quan sát mọi động thái của Constantinopolis trong nhiều tháng ròng để lên kế hoạch tấn công của mình. Tháng 7 năm 1261, nhân cơ hội hầu hết quân đội Latinh đang chiến đấu ở nơi khác, Alexius đã có thể thuyết phục những người lính gác mở cửa thành. Vào được bên trong, ông ra lệnh đốt cháy các tàu Venetian đang neo đậu trong thành phố (bởi Venice là một kẻ thù của Genoa, và chịu phần lớn trách nhiệm trong việc cướp bóc thành phố năm 1204).
Michael được công nhận là hoàng đế một vài tuần sau đó, trung hưng lại đế chế Đông La Mã. Achaea đã sớm được chiếm lại, nhưng Trebizond và Epirus vẫn giữ được độc lập. Đế chế mới phục hồi cũng phải đối mặt với một mối đe dọa mới từ Đế quốc Ottoman, thay thế những người Seljuks bị đánh bại.

## Quân sự
Đế quốc Nicaea bao gồm khu vực Hy Lạp có mật độ dân cư cao nhất, với ngoại lệ tỉnh Thrace là nằm dưới sự kểm soát của Latin / Bulgar. Nhờ vậy, Đế quốc đã có thể huy động một lực lượng quân sự hợp lý vào khoảng 20.000 binh lính vào thời kì đỉnh cao - con số được ghi nhận là tham gia rất nhiều trong các cuộc chiến tranh của đế quốc chống lại các quốc gia Thập Tự quân.
Quân đội Nicaea tiếp tục được tổ chức dưới một số khía cạnh của quân đội Komnenian, nhưng không có các nguồn lực sẵn như các hoàng đế Komnenian. Quân Nicaea yếu kém về mặt số lượng cũng như về mặt chất lượng so với của quân đội của hoàng đế Manuel và cả những người tiền nhiệm của ông trước đó. Những người dân phía tây Tiểu Á được cấp quyền buôn bán đường biển, làm cho đế quốc trở nên giàu có hơn so với hầu hết các nhà nước nhỏ hơn xung quanh và trở thành quốc gia mạnh nhất trong khu vực, mặc dù chỉ trong một thời gian ngắn ngủi.

## Hoàng đế Nicaea
- Theodore I Lascaris (1204–1222)
- John III Ducas Vatatzes (1222–1254)
- Theodore II Lascaris (1254–1258)
- John IV Lascaris (1258–1261)
- Michael VIII Palaeologus (đồng hoàng đế 1259–1261; người khôi phục đế quốc Đông La Mã năm 1261)